# Death Cult Armageddon
Death Cult Armageddon es el sexto álbum de estudio de la banda noruega de black metal sinfónico Dimmu Borgir, lanzado el 8 de septiembre del 2003. 

## Detalles
Este álbum ha vendido más de 100 000 copias en EE. UU.; el primero que lanza Nuclear Blast causando gran revuelo; y debutando en el Billboard 200 en la posición 169. También se lanzaron videoclips de las canciones "Progenies of the Great Apocalypse" y "Vredesbyrd". Además el tema "Progenies of the great apocalypse" cuenta con la participación de Abbath de Immortal, al igual que la canción "Heavenly Perverse".
La canción "Eradication Instincts Defined" apareció como música de fondo del "tráiler" de la película Hellboy, mientras que "Eradication Instincts Defined" también fue usada en el "tráiler" de la película Stardust. 
Algunas partes del álbum fueron grabadas con la Orquesta Filarmónica de Praga.

## Lista de canciones
1. Allegiance - (04:50)
2. Progenies Of The Great Apocalypse - (05:17)
3. Lepers Among Us - (04:44)
4. Vredesbyrd - (04:44)
5. For The World To Dictate Our Death - (04:46)
6. Blood Hunger Doctrine - (04:39)
7. Allehelgens Dod I Helveds Rike - (05:35)
8. Cataclysm Children - (05:15)
9. Eradication Instincts Defined - (07:12)
10. Unorthodox Manifesto - (08:50)
11. Heavenly Perverse - (06:32)
12. Satan My Master (Cover de Bathory) - (2:14) Bonus
13. Burn In Hell (Cover de Twisted Sister) - (5:04) Bonus
14. Progenies Of The Great Apocalypse (Orquestal) - (5:08) Bonus
15. Eradication Instincts Defined (Orquestal) - (7:04) Bonus

## Créditos

### Integrantes
- Shagrath – Voz
- Silenoz – Guitarra
- Galder – Guitarra
- ICS Vortex – Bajo, voces limpias en las canciones 2 y 7
- Mustis – Sintetizadores y Piano
- Nicholas Barker – Batería

Invitados
- Abbath – voz en las canciones 2 y 11

Personal técnico
- Fredrik Nordström – Productor, Mezclador, Ingeniero de Audio
- Patrik Sten – Ingeniero Asistente
- Arnold Linberg – Ingeniero Asistente
- Peter in de Detou – Masterización
- Charlie Storm – Asistente de maquetas, sintetizadores adiconales
- Joachim Luetke – Portada y diseño

## Posiciones en listas

### Álbum
| Año  | Álbum                 | Lista                                 | Posición |
| ---- | --------------------- | ------------------------------------- | -------- |
| 2003 | Death Cult Armageddon | Lista oficial de álbumes en Alemania  | N.º 2    |
| 2003 | Death Cult Armageddon | "Heatseekers"                         | N.º 7    |
| 2003 | Death Cult Armageddon | Lista oficial de álbumes en Finlandia | N.º 9    |
| 2003 | Death Cult Armageddon | "Top Independent Albums"              | N.º 10   |
| 2003 | Death Cult Armageddon | Lista oficial de álbumes en Alemania  | N.º 12   |
| 2003 | Death Cult Armageddon | Lista oficial de álbumes en Austria   | N.º 14   |
| 2003 | Death Cult Armageddon | Lista oficial de álbumes en Suecia    | N.º 28   |
| 2003 | Death Cult Armageddon | Lista oficial de álbumes en Francia   | N.º 35   |
| 2003 | Death Cult Armageddon | Lista oficial de álbumes en Holanda   | N.º 42   |
| 2003 | Death Cult Armageddon | Lista oficial de álbumes en Suiza     | N.º 54   |
| 2003 | Death Cult Armageddon | "Top Billboard 200"                   | N.º 170  |